# Веселин Джухо
Веселин Джухо (5 січня 1960) — боснійський ватерполіст.
Олімпійський чемпіон 1984, 1988 років.
Чемпіон світу з водних видів спорту 1986 року.
Срібний призер Чемпіонату Європи з водного поло 1985, 1987 років.